# Distrito electoral de Lincoln (condado de Johnson, Nebraska)
Lincoln (en inglés, Lincoln Precinct) es una subdivisión territorial del condado de Johnson, Nebraska, Estados Unidos. Según el censo de 2020, tiene una población de 169 habitantes.
El estado de Nebraska está dividido en 93 condados. De ese total, 25 están subdivididos en municipios (en inglés, townships) y 63 (entre ellos, el condado de Johnson) se dividen en "precintos", donde no hay gobierno municipal.

## Geografía
Está ubicado en las coordenadas 40°23′46″N 96°6′37″O / 40.39611, -96.11028 (40.396168, -96.110154). Según la Oficina del Censo de los Estados Unidos, tiene una superficie total de 77.73 km², de la cual 77.24 km² corresponden a tierra firme y 0.49 km² es agua.

## Demografía
Según el censo de 2020, hay 169 personas residiendo en el territorio. La densidad de población es de 2.19 hab./km². El 92.31% de los habitantes son blancos, el 0.59% es afroamericano, el 2.37% son de otras razas y el 4.73% son de una mezcla de razas. Del total de la población, el 2.37% son hispanos o latinos de cualquier raza.